# Torneo de Kitzbühel 2018
El Generali Open Kitzbühel 2018 fue un torneo de tenis perteneciente al ATP Tour 2018 en la categoría ATP World Tour 250. El torneo tuvo lugar en la ciudad de Kitzbühel (Austria) desde el 30 de julio hasta el 5 de agosto de 2018 sobre canchas duras.

## Distribución de puntos
| Modalidad            | Campeón | Finalista | Semifinales | Cuartos de final | 2ª ronda | 1ª ronda | Clasificados | 2ª ronda de clasificación | 1ª ronda de clasificación |
| Individual masculino | 250     | 165       | 100         | 50               | 25       | 0        | 13           | 7                         | 0                         |
| Dobles masculino     | 250     | 150       | 90          | 45               | 20       | 0        | -            | -                         | -                         |

## Cabezas de serie

### Individuales masculino
| Tenista               | Ranking | Preclasificado |
| Dominic Thiem         | 8       | 1              |
| Philipp Kohlschreiber | 25      | 2              |
| Fernando Verdasco     | 33      | 3              |
| Robin Haase           | 38      | 4              |
| Gilles Simon          | 39      | 5              |
| Maximilian Marterer   | 47      | 6              |
| Jan-Lennard Struff    | 51      | 7              |
| Dušan Lajović         | 63      | 8              |

- Ranking del 23 de julio de 2018.[2]

### Dobles masculino
| Tenista                        | Ranking | Preclasificados |
| Julio Peralta Horacio Zeballos | 75      | 1               |
| Max Mirnyi Philipp Oswald      | 84      | 2               |
| Marcus Daniell Wesley Koolhof  | 89      | 1               |
| Tim Puetz Jan-Lennard Struff   | 102     | 2               |

## Campeones

### Individual masculino
Martin Kližan venció  Denis Istomin por 6-2, 6-2

### Dobles masculino
Roman Jebavý /  Andrés Molteni vencieron a  Daniele Bracciali /  Federico Delbonis por 6-2, 6-4